# Бонапарт, що перетинає Сен-Бернар
«Бонапарт, що перетинає Сен-Бернар» (фр. Bonaparte franchissant le Grand-Saint-Bernard) — велика картина Жака-Луї Давіда, написана ним 1801 року. Ця картина дала початок епосі романтизму в європейському живописі.

## Сюжет
Являє собою сильно романтизований кінний портрет генерала Наполеона Бонапарта, який в травні 1800 року очолював перехід так званої Італійської армії через перевал Сен-Бернар високо в Альпах.
Картина писалася вже в ті часи, коли Наполеон був при владі як перший консул Французької республіки, з огляду на це портрет генерала сильно ідеалізовано, а композиція його гранично театралізована. Іншими словами, ця картина створювалася не як реалістичне зображення, а заради того, щоб уявити керівника країни як романтичного героя.
Романтичну піднесеність надає полотну, композиція якого сміливо розгорнута по діагоналі, природний фон: кінь здиблений, навкруги круті гірські урвища, сніги, дме сильний вітер і панує негода. Внизу, якщо придивитися, можна побачити висічені імена трьох великих полководців, які проходили цією дорогою — це Ганнібал, Карл Великий і сам Бонапарт.

## П'ять версій
1. Картина була замовлена Давидові, на той час найвідомішому художникові Європи, за колосальну по тим часам винагороду в 24 000 ліврів іспанським королем Карлом IV, який бажав повісити його в залі великих полководців свого мадридського палацу. Втративши іспанський престол, брат імператора Жозеф відвіз полотно з Мадрида в Америку, де воно висіло в сільській садибі Бонапартів в штаті Нью-Джерсі до середини XX століття[2]. Принцеса Євгенія Бонапарт (1872—1949) заповіла його музею, присвяченому пам'яті Наполеона, в його улюбленому маєтку Мальмезон поблизу Парижа. Більш реалістична версія того ж сюжету. Картина роботи Поля Делароша

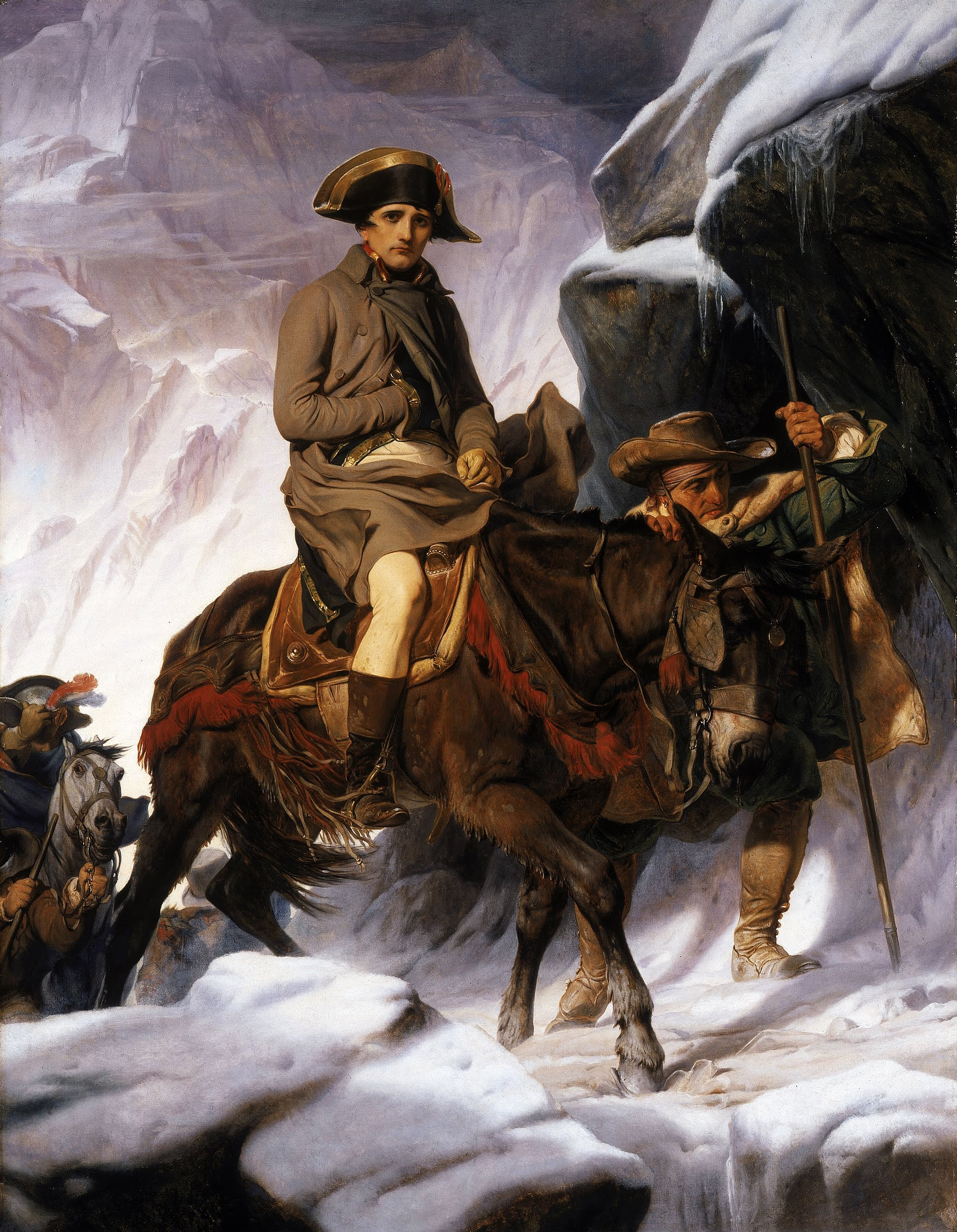
Більш реалістична версія того ж сюжету. Картина роботи Поля Делароша

2. Наполеон, оцінивши роботу Давида, в тому ж році велів художнику повторити полотно для своєї заміської резиденції Сен-Клу. Після суперечок про гонорар Віван-Денон погодився заплатити за авторське повторення оригіналу 15 000 ліврів. 1814 р. ця версія була вивезена із Сен-Клу солдатами прусського фельдмаршала Блюхера, який подарував її королю Пруссії. З тих пір вона знаходиться в замку Шарлоттенбург під Берліном.
3. 1802 р. Давид створив третю версію полотна, яку було урочисто поміщено в бібліотеці паризького Будинку інвалідів, де доживали свій вік ветерани наполеонівської армії. Багато іноземців, що приїжджали в Париж, поспішали до Будинку інвалідів тільки для того, щоб побачити славетне полотно Давида. Відразу після реставрації Бурбонів картина була захована в запасники Лувру. 1837 р. король Луї-Філіп, дізнавшись, що у Франції залишилася тільки одна версія картини, розпорядився вилучити її зі сховища і повісити на видному місці в Версальському палаці.
4. Четверту версію полотна Давид створив у 1803 р. на замовлення уряду Цизальпійської республіки. 1816 р. Габсбурги розпорядилися відвезти з Мілана полотно, що нагадувало про ненависного для них «тирана», проте місцевим жителям, що зберегли добру пам'ять про Наполеона, вдалося під різними приводами затримати картину в себе до 1825 року. З 1834 року ця версія прикрашає палац Бельведер в околицях Відня.
5. Давид був настільки прив'язаний до картини, що виконав для себе ще одну версію (приблизно в 1805 році), яка висіла біля його смертного одра в Брюсселі. 1850 р. майбутній Наполеон III купив цей варіант у дочки художника, щоб повісити в своєму улюбленому паризькому палаці Тюїльрі. Після падіння Другої імперії полотно успадкував принц Наполеон Жозеф. Ця картина залишалася у приватних руках до 1979 року, коли принц Луї Наполеон передав її в дар музеям Версаля.

Оригінал з Мальмезона
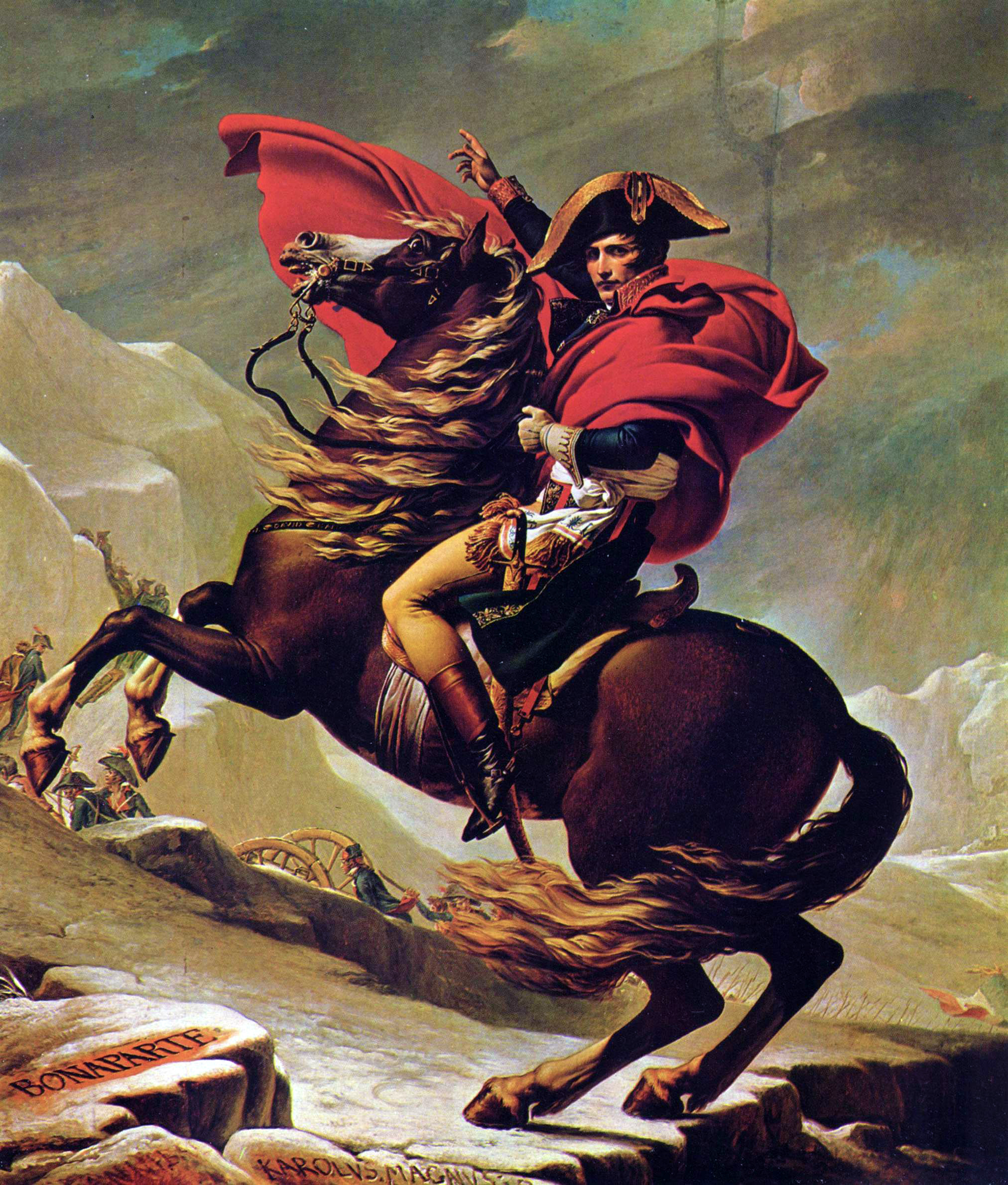
Друга версія, Шарлоттенбург
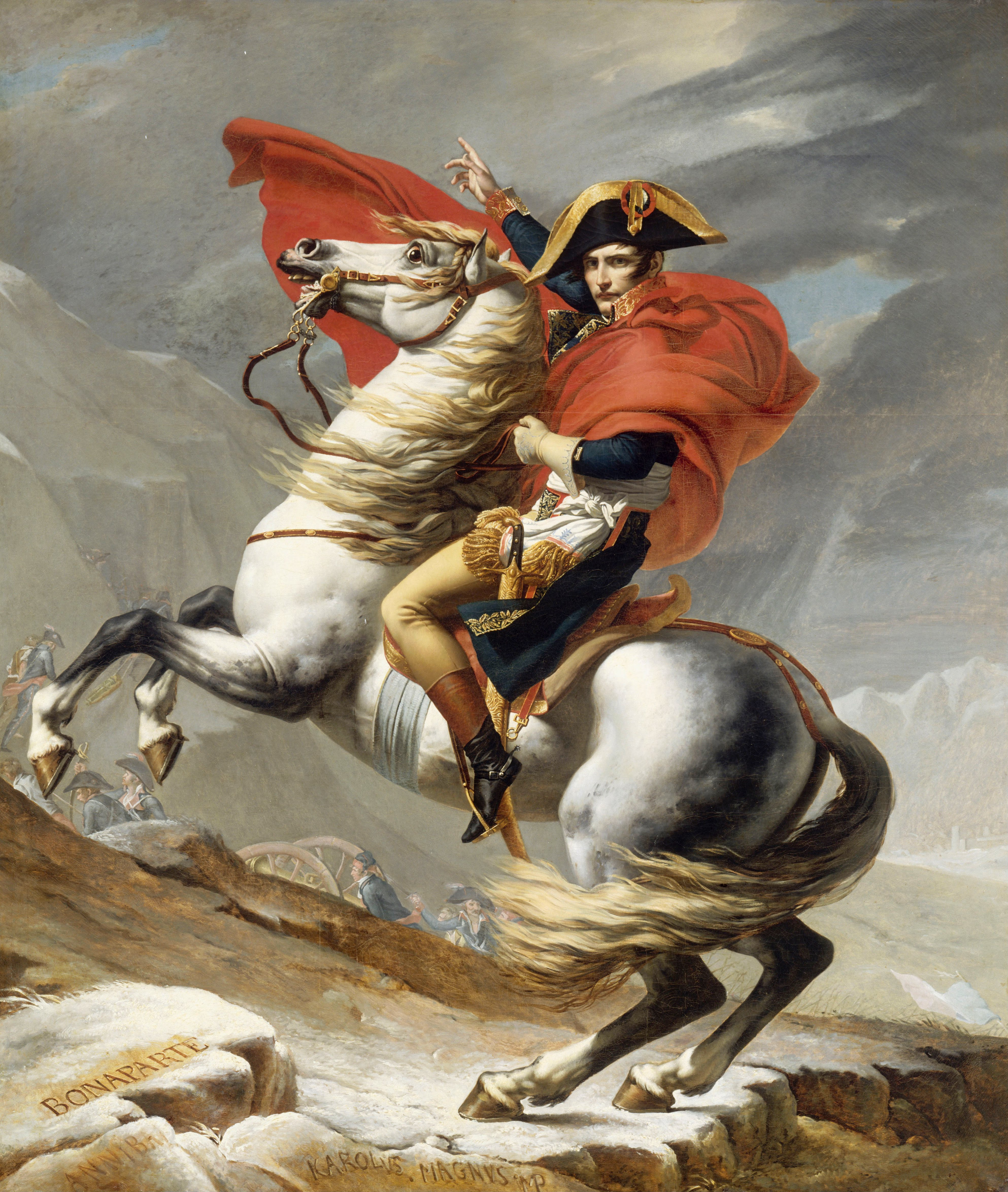
Третя версія, Версаль
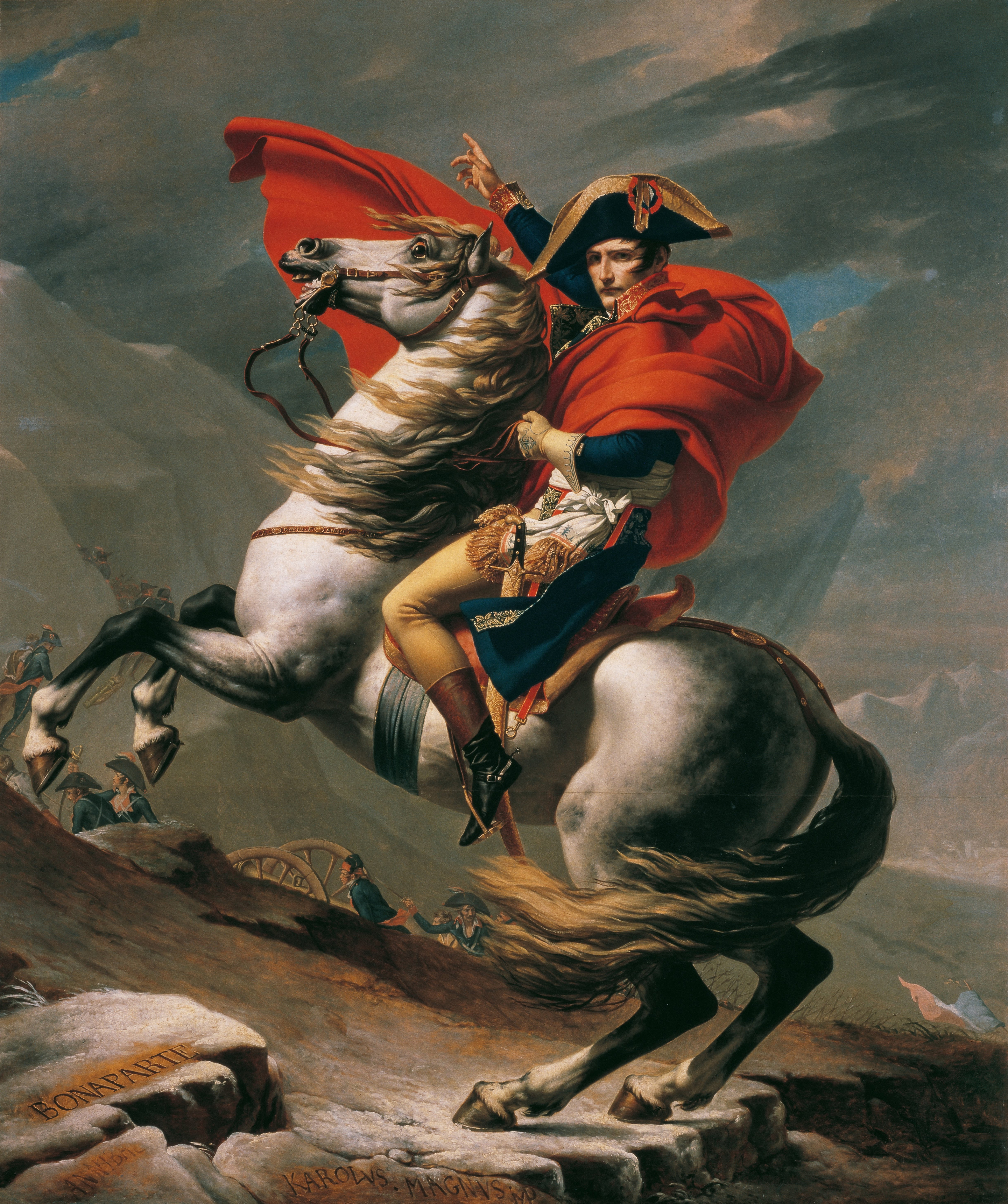
Четверта версія, Бельведер
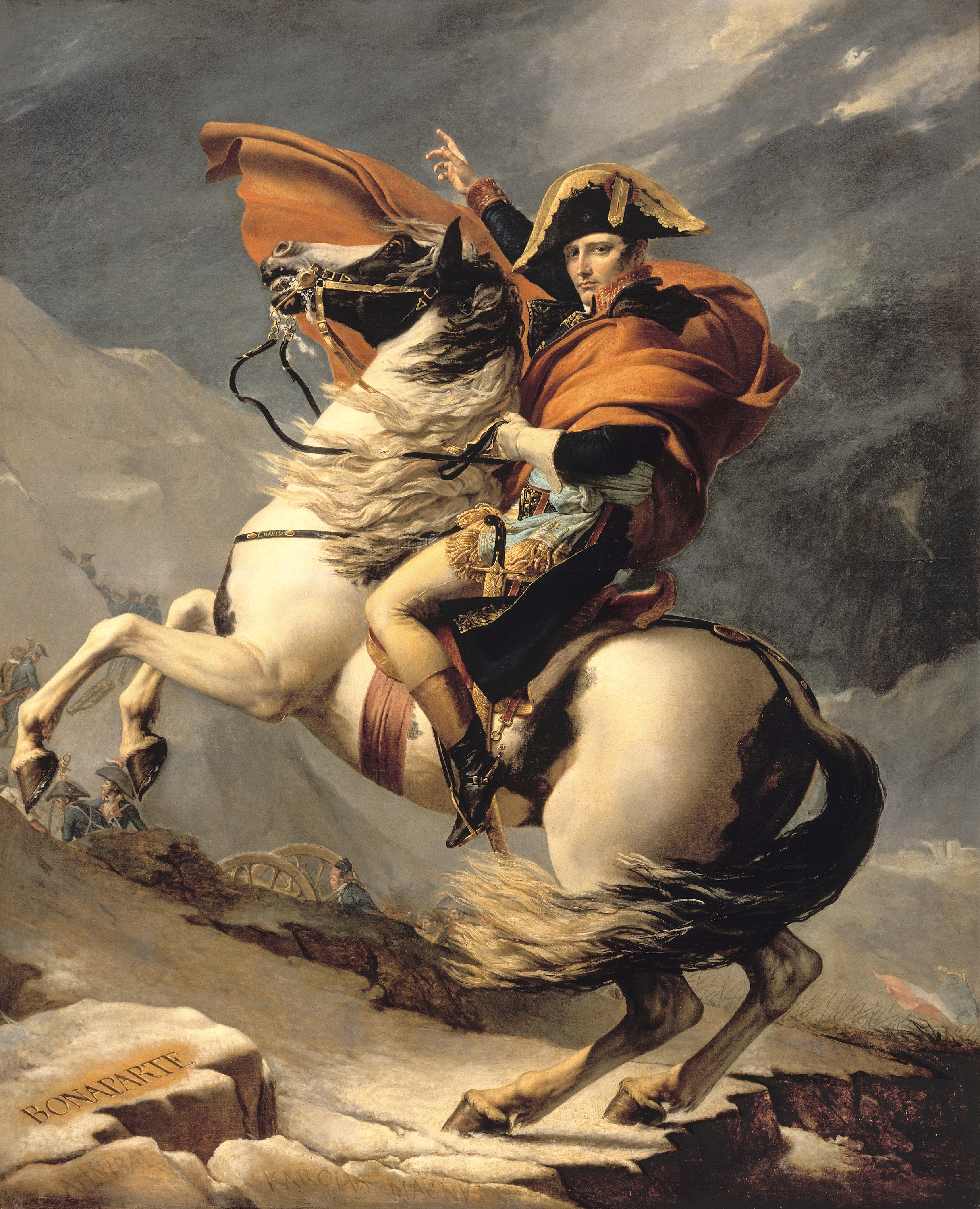
П'ята версія, Версаль